# Rhein-Hunsrück-Kreis
Rhein-Hunsrück-Kreis er en landkreis i delstaten  i Rheinland-Pfalz i Tyskland.
Kreisen ligger i den lave bjergkæde Hunsrück, og den grænser op til Rhinen.
Simmern er hovedby, men byen Boppard er den befolkningsmæssigt største. 
lavprislufthavnen Flughafen Frankfurt-Hahn ligger i den vestlige del af kreisen.

## Geografi
Landkreisen omfatter omfatter landskabet på den vestlige side af  Mittelrheins mellem byerne Oberwesel og Boppard og den centrale og østlige del af  Hunsrück med Soonwald mod syd i området.
Højeste punkt er  Simmerkopf der er 653 moh.

### Nabokreise
Rhein-Hunsrück-Kreis grænser (med uret fra nord) til landkreisene Mayen-Koblenz, Rhein-Lahn-Kreis, Mainz-Bingen, Bad Kreuznach, Birkenfeld, Bernkastel-Wittlich og Cochem-Zell.

## Byer og kommuner
Landkreisen havde 102937  indbyggere pr.  2018-12-31

- Boppard, by (15325)

Forbundskommuner (Verbandsgemeinden) med tilhørende kommuner:
(* markerer administrationsby)
| - 1. Verbandsgemeinde Emmelshausen 1. Badenhard (134) 2. Beulich (486) 3. Bickenbach (348) 4. Birkheim (146) 5. Dörth (520) 6. Emmelshausen, Stadt * (4831) 7. Gondershausen (1296) 8. Halsenbach (1306) 9. Hausbay (191) 10. Hungenroth (256) 11. Karbach (630) 12. Kratzenburg (383) 13. Leiningen (713) 14. Lingerhahn (488) 15. Maisborn (139) 16. Mermuth (249) 17. Morshausen (360) 18. Mühlpfad (67) 19. Ney (350) 20. Niedert (126) 21. Norath (446) 22. Pfalzfeld (640) 23. Schwall (323) 24. Thörlingen (140) 25. Utzenhain (111) - 2. Verbandsgemeinde Kastellaun 1. Alterkülz (403) 2. Bell (Hunsrück) (1414) 3. Beltheim (1938) 4. Braunshorn (635) 5. Buch (832) 6. Dommershausen (1071) 7. Gödenroth (470) 8. Hasselbach (221) 9. Hollnich (299) 10. Kastellaun, by * (5410) 11. Korweiler (74) 12. Lahr (180) 13. Mastershausen (960) 14. Michelbach (175) 15. Mörsdorf (620) 16. Roth (274) 17. Spesenroth (140) 18. Uhler (350) 19. Zilshausen (293) 0 - 3. Verbandsgemeinde Kirchberg (Hunsrück) 1. Bärenbach (454) 2. Belg (122) 3. Büchenbeuren (1740) 4. Dickenschied (695) 5. Dill (208) 6. Dillendorf (573) 7. Gehlweiler (219) 8. Gemünden (1279) 9. Hahn (186) 10. Hecken (109) 11. Heinzenbach (417) 12. Henau (143) 13. Hirschfeld (Hunsrück) (278) 14. Kappel (457) 15. Kirchberg (Hunsrück), Stadt * (3993) 16. Kludenbach (107) 17. Laufersweiler (835) 18. Lautzenhausen (380) 19. Lindenschied (191) 20. Maitzborn (108) 21. Metzenhausen (109) 22. Nieder Kostenz (184) 23. Niedersohren (448) 24. Niederweiler (397) 25. Ober Kostenz (230) 26. Raversbeuren (126) 27. Reckershausen (363) 28. Rödelhausen (121) 29. Rödern (196) 30. Rohrbach (176) 31. Schlierschied (175) 32. Schwarzen (138) 33. Sohren (3220) 34. Sohrschied (114) 35. Todenroth (81) 36. Unzenberg (414) 37. Wahlenau (200) 38. Womrath (189) 39. Woppenroth (243) 40. Würrich (164) | - 4. Verbandsgemeinde Rheinböllen 1. Argenthal (1654) 2. Benzweiler (212) 3. Dichtelbach (628) 4. Ellern (Hunsrück) (856) 5. Erbach (283) 6. Kisselbach (594) 7. Liebshausen (497) 8. Mörschbach (348) 9. Rheinböllen, by * (4123) 10. Riesweiler (727) 11. Schnorbach (240) 12. Steinbach (Hunsrück) (136) - 5. Verbandsgemeinde Sankt Goar-Oberwesel 1. Damscheid (642) 2. Laudert (410) 3. Niederburg (660) 4. Oberwesel, Stadt * (2813) 5. Perscheid (353) 6. Sankt Goar, Stadt (2731) 7. Urbar (708) 8. Wiebelsheim (517) - 6. Verbandsgemeinde Simmern/Hunsrück 1. Altweidelbach (252) 2. Belgweiler (198) 3. Bergenhausen (114) 4. Biebern (304) 5. Bubach (256) 6. Budenbach (185) 7. Fronhofen (239) 8. Holzbach (550) 9. Horn (335) 10. Keidelheim (327) 11. Klosterkumbd (270) 12. Külz (Hunsrück) (472) 13. Kümbdchen (470) 14. Laubach (431) 15. Mengerschied (700) 16. Mutterschied (495) 17. Nannhausen (592) 18. Neuerkirch (298) 19. Niederkumbd (301) 20. Ohlweiler (328) 21. Oppertshausen (119) 22. Pleizenhausen (244) 23. Ravengiersburg (337) 24. Rayerschied (97) 25. Reich (331) 26. Riegenroth (235) 27. Sargenroth (434) 28. Schönborn (268) 29. Simmern , Administrationsby for landkreisen * (7950) 30. Tiefenbach (749) 31. Wahlbach (170) 32. Wüschheim (261) |